# Veszelyite
La veszelyite è un minerale.